# Siemens Vectron
Siemens Vectron, litreret EB hos DSB, er en serie af multi-systems el- og diesellokomotiver produceret af det tyske firma Siemens Mobility. Lokomotivet er bestilt i flere end 600 eksemplarer siden 2010 og anvendes af en lang række operatører i Europa. Blandt andet bestilte finske VR Group i 2013 80 eksemplarer, og i 2017 bestilte ÖBB fra Østrig op til 200 lokomotiver og tyske DB op til 100 eksemplarer.
Primo 2018 var 600 Vectron-lokomotiver i drift i 18 lande i Europa. De havde da kørt med passagerer sammenlagt mere end 100 mio. km.
Ultimo 2019 var 980 Vectron-lokomotiver solgt til 48 kunder. Maskinerne har indtil da kørt mere end 260 mio. km.

## Historie
Siemens Mobility præsenterede den nye produktfamilie Vectron d. 29 juni 2010 i Prüfcenter Wegberg-Wildenrath som efterfølger til EuroSprinter-platformen, på dette tidspunkt dog kun som et elektrisk lokomotiv. På InnoTrans-messen i 2010 præsenterede Siemens en diesel-variant som Vectron DE.
I marts 2018 præsenterede Siemens under betegnelsen Smartron en ikke konfigurerbar, billigere version af lokomotivet tiltænkt det tyske marked.
På Innotrans 2018 blev Vectron-Dual-Mode lokomotivet præsenteret, marts 2019 blev det første lokomotiv (248 001) præsenteret for offentligheden. Denne lokomotivtype erstatter Vectron DE, der grundet manglende efterspørgsel ikke produceres mere.
Ultimo 2019 blev Vectron typen godkendt til drift med ETCS med Baseline 3 i Tyskland.

## Danske tog
Den 13. marts 2018 offentliggjorde DSB, at Siemens skal levere 26 Vectron til DSB fra 2021 med en option på yderligere 16.  Denne option har DSB valgt at udnytte, så DSB vil modtage 42 stk., og så er der yderligere en option på 2 stks. I januar 2022 havde DSB modtaget 32 styk, hvoraf 18 var i trafik og 11 var i forskellige aktiviteter, og 3 var uden formål grundet forsinkelser i omdannelsen af Nordvestbanen.

## Tekniske data
|                          | Vectron MS, AC, DC                                                           | Vectron DE                                        | Vectron Dual Mode                                          |
| ------------------------ | ---------------------------------------------------------------------------- | ------------------------------------------------- | ---------------------------------------------------------- |
| Længde over puffer       | 18,98 m                                                                      | 19,98 m                                           | 19,98 m                                                    |
| Bredde                   | 3,01 m                                                                       | 3,02 m                                            | 3,02 m                                                     |
| Højde                    | 4,25 m                                                                       | 4,22 m                                            | 4,22 m                                                     |
| Bogieakselafstand        | 3000 mm                                                                      | 2700 mm                                           | 2700 mm                                                    |
| Drejetappeafstand        |                                                                              | 10,80 m                                           |                                                            |
| Akseltryk                | Maximal 22,5 t                                                               | Maximal 22 t                                      | Maximal 22,5 t                                             |
| Akselrækkefølge          | Bo'Bo'                                                                       | Bo'Bo'                                            | Bo'Bo'                                                     |
| Hjuldiameter ny/nedslidt | 1250 mm / 1160 mm                                                            | 1100 mm / 1020 mm                                 | 1100 mm / 1020 mm                                          |
| Sporvidde                | 1435 mm til 1676 mm                                                          | 1435 mm til 1676 mm                               | 1435 mm til 1676 mm                                        |
| Traktionseffekt          | 6,4 MW (~ Hochleistungsversion) 5,6 MW (~ Mittelleistungsversion) 5,2 MW (=) | 2,4 MW                                            | 2,0 MW på hjul (2,4 MW dieselmotoreffekt på krumtapakslen) |
| Starttrækkraft           | 300 kN                                                                       | 300 kN                                            | 300 kN                                                     |
| Elektrisk bremsekraft    | 150 kN (option på 240 kN)                                                    | 150 kN                                            | 150 kN                                                     |
| Maximalhastighed         | 160 km/t hhv. 200 km/t                                                       | 160 km/t                                          | 160 km/t                                                   |
| Traktionssystem          | elektrisk                                                                    | Dieselelektrisk (MTU 16V 4000 R84)                | Elektrisk og dieselelektrisk (MTU 16V 4000 R84)            |
| Kraftoverførsel          | Delvist fjedret kraftoverførsel Hohlwellenantrieb                            | Delvist fjedret kraftoverførsel Hohlwellenantrieb | Delvist fjedret kraftoverførsel Hohlwellenantrieb          |
| Kørestrøm                | 15 kV, 16,7 Hz ~ 25 kV, 50 Hz ~ 1,5 kV = 3 kV = Varianter kan forekomme      |                                                   | 15 kV, 16,7 Hz ~                                           |
| Fritrumsprofil           | UIC 505-1                                                                    | UIC 505-1                                         | UIC 505-1                                                  |

## Galleri
- Diesel-version på InnoTrans (2010)
- Railpool i Harburg (2013)
- MRCE i München (2013)
- BoxXpress i Essen (2013)
- RailPool i Budapest (2014)

- Wikimedia Commons har flere filer relateret til Siemens Vectron